# Wheaton (Minnesota)
Wheaton és una població dels Estats Units a l'estat de Minnesota. Segons el cens del 2000 tenia 1.619 habitants.

## Demografia
Segons el cens del 2000, Wheaton tenia 1.619 habitants, 747 habitatges, i 434 famílies. La densitat de població era de 351,2 habitants per km².
Dels 747 habitatges en un 23,3% hi vivien nens de menys de 18 anys, en un 48,1% hi vivien parelles casades, en un 7,9% dones solteres, i en un 41,8% no eren unitats familiars. En el 39,1% dels habitatges hi vivien persones soles el 25,8% de les quals corresponia a persones de 65 anys o més que vivien soles. El nombre mitjà de persones vivint en cada habitatge era de 2,07 i el nombre mitjà de persones que vivien en cada família era de 2,76.
Per edats la població es repartia de la següent manera: un 21,4% tenia menys de 18 anys, un 5% entre 18 i 24, un 20,7% entre 25 i 44, un 20,3% de 45 a 60 i un 32,7% 65 anys o més.
L'edat mediana era de 48 anys. Per cada 100 dones de 18 o més anys hi havia 83,4 homes.
La renda mediana per habitatge era de 29.219 $ i la renda mediana per família de 41.827 $. Els homes tenien una renda mediana de 30.313 $ mentre que les dones 19.750 $. La renda per capita de la població era de 18.181 $. Entorn del 7,2% de les famílies i el 10,9% de la població estaven per davall del llindar de pobresa.

## Poblacions més properes
El següent diagrama mostra les poblacions més properes.